# Wakefield Tower

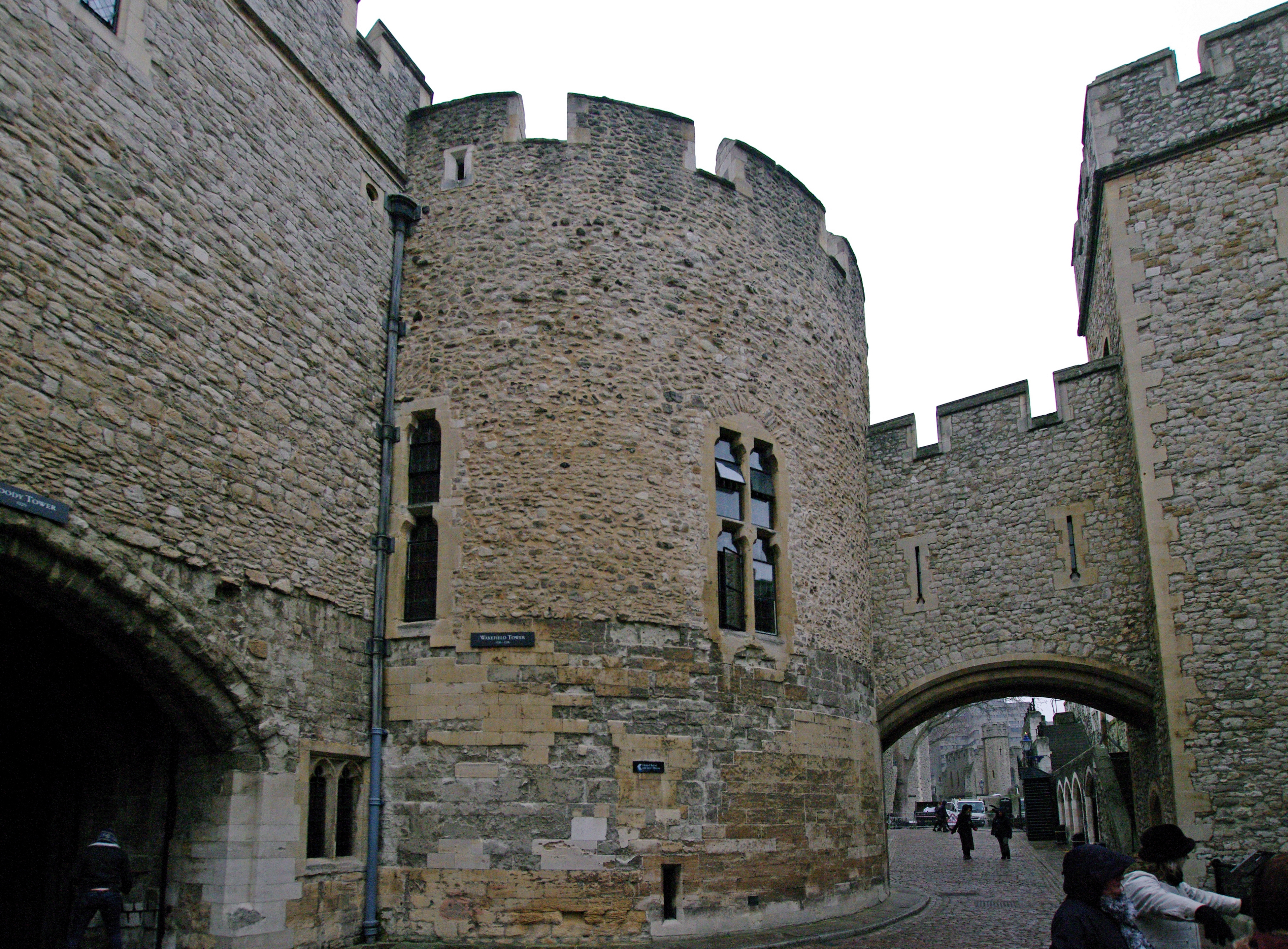
Wakefield Tower in der Mitte des Bildes zwischen Bloody Tower und St Thomas’s Tower

Der Wakefield Tower, auch Blundeville Tower oder Hall Tower, ist ein runder Turm auf dem Festungsgelände des Tower of London. Der im 13. Jahrhundert unter Heinrich III. gebaute Turm ist nach dem White Tower der größte Turm der Festung. Sein unterer Teil besteht aus Werkstein, der obere aus Schichtenmauerwerk. Seit dem Ausbau der Festung im späten 13. Jahrhundert liegt der Turm im mittleren Festungsring.

## Geschichte
Ursprünglich war der Turm nach Thomas de Blundeville benannt, der zu Baubeginn Konstabler des Tower war. Seinen heutigen Namen verdankt der Turm vermutlich William de Wakefield, Sekretär des Königs im 14. Jahrhundert, der zeitweise seinen Sitz im Tower hatte.
Heinrich III. ließ den Tower für seine privaten Wohnräume anlegen. Diese lagen vermutlich im ersten Stock des Gebäudes. Der Turm sichert den innersten Ring der Festungsanlage und schützt das Bloody Gate zum Wasser. Das obere Stockwerk gewährte eine Kontrolle über den Verkehr auf der Themse. Die runde Form orientiert sich vermutlich an den Donjons der französischen Burgen der Zeit.
Zeitgleich mit dem Wakefield Tower ließ Heinrich eine Mauer nach Norden vom Tower aus errichten, die die Festung in Richtung Stadt schützte. Östlich des Towers ebenfalls direkt an der Themse baute er die Große Halle. Am anderen Ende der Großen Halle befand sich der Queens Tower, in dem die Königin ihre Gemächer hatte. Diese symmetrische Anlage der Schlafgemächer nahm Entwicklungen voraus, die sich in anderen königlichen Residenzen erst in den nächsten 200 bis 300 Jahren durchsetzten.
Der Abstand zwischen Wakefield Tower und Queen’s Tower entspricht dem üblichen Abstand zwischen Bastionen in der römischen Stadtmauer Londons – ein Hinweis darauf, dass für den Bau der Tower-Mauer hier auf die Fundamente der römischen Stadtmauer Londiniums zurückgegriffen wurde. Westlich des Wakefield Tower lag das Bloody Gate, das für einige Zeit das Haupttor des Towers hin zur Themse war.
Als Heinrich 1238 mit dem umfangreichen Ausbau der Festungsanlagen um den Tower begann, bekam der Wakefield Tower sein heutiges oberes Stockwerk. Ausgehend von der unproportional geringen Höhe des Turms und der Tatsache, dass der gleichartig errichtete Queen’s Tower ein Stockwerk mehr hat, ist davon auszugehen, dass der Wakefield Tower ursprünglich ebenfalls ein Stockwerk höher sein sollte als heute. Mit dem Bau eines weiteren Festungsrings um den inneren Ring des Tower of London verlor der Wakefield Tower an strategischer Bedeutung. Der St Thomas’s Tower mit dem Traitors Gate bildete nach dem Bau des neuen Festungsrings die Befestigung zum Wasser, das Bloody Gate wurde durch den Bloody Tower ersetzt, der den Durchgang durch den inneren Festungswall erlaubt.

## Nutzung

### Historische Nutzung
Wie andere Teile des Towers diente der Wakefield Tower als Gefängnis, in dem unter anderem Heinrich VI. verwahrt wurde. Seit der Regierungszeit von Eduard I. wurde der Wakefield Tower als Archiv der Staatsdokumente genutzt. Diese sammelten sich im Laufe der Jahrhunderte aber so sehr an, dass der White Tower ebenfalls Dokumente beherbergen musste. Mitte des 19. Jahrhunderts wurde das Archiv ganz vom Festungsgelände verlegt.
Von 1870 bis 1967 wurden die britischen Kronjuwelen im Wakefield Tower aufbewahrt. Zu diesem Zweck ließ der Baumeister Anthony Salvin den Turm in neogotischer Manier umbauen. Dabei entstanden zum Beispiel die heutigen Fenster im Turm. 1967 zogen die Kronjuwelen wegen des großen Besucherandrangs in das neu errichtete Jewels House im Waterlooblock auf dem Gelände des Towers um.
In den 1980er Jahren fanden archäologische Ausgrabungen am und im Turm statt, dabei wurden mehrere Meter Füllmaterial an der Basis des Turms entfernt. Die Archäologen stellten die kreisförmigen tragenden Balken wieder her und entdeckten die Reste einer großen Feuerstelle in der Haupthalle des Turms.

### Nutzung seit 1993
Die obere Kammer wurde 1992/1993 wieder in einen optischen Zustand zurückgebaut, der dem Stand des 13. Jahrhunderts entsprechen soll. Aufgrund der knappen Quellenlage mussten die Architekten notwendigerweise sehr spekulativ vorgehen. Zusammen mit St. Thomas Tower und Lanthorn Tower stellt der Turm heute den „mittelalterlichen Palast“ im Tower dar. Im Obergeschoss soll eine Einrichtung mit einem großen Kronleuchter und einem nachgebauten Thron einen herrschaftlichen Saal des Mittelalters darstellen, in dem regelmäßig Schauspieler Szenen aus einem mittelalterlichen Thronsaal nachspielen. Im Untergeschoss befindet sich eine Ausstellung über Folter im Tower.

### Zeremonie der Lilien und Rosen
Die Zeremonie der Lilien und Rosen ist wesentlich jünger als die anderen derzeit im Tower durchgeführten Zeremonien. Die jährlich abgehaltene Zeremonie im Wakefield Tower erinnert an den ermordeten König Heinrich VI., der seinen Tod im Tower fand. Die Zeremonie geht auf das Jahr 1923 zurück. Ausgehend von einer Initiative des von Heinrich gegründeten Eton College befindet sich seit diesem Jahr eine marmorne Gedenkplatte für Heinrich VI. im Wakefield Tower. Seit diesem Jahr legen der Vikar des Towers und ein Abgeordneter aus Eton jedes Jahr am 21. Mai einen großen Strauß Eton-Lilien auf dem Gedenkstein nieder. Seit 1947 beteiligt sich das ebenfalls von Heinrich gegründete King’s College in Cambridge mit einem großen Strauß Rosen an der Zeremonie.

## Heutige Gestalt
Der Turm ist nach dem White Tower der zweitgrößte Turm der Festung. Der runde Turm ist aus zwei verschiedenen Baumaterialien konstruiert worden, wobei das untere Drittel aus Werkstein besteht, die oberen zwei Drittel aus Schichtmauerwerk. Ein privater königlicher Nebeneingang befand sich im Osten des Turms, zu dem heute noch an der Nordseite Treppenreste zu sehen sind, die dort hinführten. Eine Brücke führt zum südlich gelegenen St. Thomas’s Tower. Die obere Kammer ist der am besten erhaltene Innenraum aus dem 13. Jahrhundert im Turm. In der unteren Kammer wurde im 20. Jahrhundert eine eindrucksvolle Deckenkonstruktion aus Holz nachgebaut, die im Original vermutlich aus dem 13. Jahrhundert stammte und bei einem Feuer 1867 verloren ging.